# فرانكو برامبيا (رسام توضيحي)
فرانكو برامبيا (بالإيطالية: Franco Brambilla)‏ هو رسام توضيحي إيطالي، ولد في 23 مارس 1967 في ميلانو في إيطاليا.